# (7893) 1994 XY
1994 أكس واي (ويعرف أيضًا باسم (7893) 1994 أكس واي وفق تسمية الكوكب الصغير) (بالإنجليزية: 1994 XY)‏ هو كويكب ضمن حزام الكويكبات؛ وترتيبه 7893 من حيث الاكتشاف.
اكتُشف هذا الجُرم الفلكي بواسطة تاكيشي أوراتا ‏ في 2 ديسمبر 1994.

## وصلات خارجية
- (7893) 1994 XY في قاعدة بيانات مختبر الدفع النفاث لأجرام النظام الشمسي الصغيرة

- الاكتشاف · مخطط المدار ·  العناصر المدارية · المعلمات المادية

- (7893) 1994 XY على موقع ويكي سكاي: DSS2, SDSS, GALEX, IRAS, Hydrogen α, X-Ray, Astrophoto, Sky Map, Articles and images